# HD38912
HD38912 — хімічно пекулярна зоря спектрального класу B8, що має видиму зоряну величину в смузі V приблизно  9,5.
Вона  розташована на відстані близько 1630,8 світлових років від Сонця.

## Пекулярний хімічний вміст
Зоряна атмосфера HD38912 має підвищений вміст 
Si
.